# Bouisse
Bouisse – miejscowość i gmina we Francji, w regionie Oksytania, w departamencie Aude. W miejscowości swoje źródła ma rzeka Lauquet. 
Według danych na rok 1990 gminę zamieszkiwały 72 osoby, a gęstość zaludnienia wynosiła 3 osoby/km² (wśród 1545 gmin Langwedocji-Roussillon Bouisse plasuje się na 829. miejscu pod względem liczby ludności, natomiast pod względem powierzchni na miejscu 294.).